# Condado de Rockdale (Georgia)
El condado de Rockdale (en inglés: Rockdale County), fundado el 18 de octubre de 1870, es uno de 159 condados del estado estadounidense de Georgia. En el año 2006, el condado tenía una población de 80 332 habitantes y una densidad poblacional de 207 personas por km². La sede del condado es Conyers. El condado recibe su nombre en honor a William Schley.

## Geografía
Según la Oficina del Censo, el condado tiene un área total de 342 km² (132 mi²), de la cual 339 km² (130,9 mi²) es tierra y 1 km² (0,4 mi²) (1.14%) es agua.

### Condados adyacentes
- Condado de Gwinnett (norte)
- Condado de Newton (este)
- Condado de Walton (este)
- Condado de Henry (sur)
- Condado de DeKalb (oeste)

## Demografía
Según el censo de 2000, había 70 111 personas, 24 052 hogares y 18 880 familias residiendo en la localidad. La densidad de población era de 207 hab./km². Había 25 082 viviendas con una densidad media de 74 viviendas/km². El 75.74% de los habitantes eran blancos, el 18.22% afroamericanos, el 0.26% amerindios, el 1.91% asiáticos, el 0.08% isleños del Pacífico, el 2.53% de otras razas y el 1.26% pertenecía a dos o más razas. El 5.96% de la población eran hispanos o latinos de cualquier raza.
Los ingresos medios por hogar en la localidad eran de $53 599, y los ingresos medios por familia eran $60 065. Los hombres tenían unos ingresos medios de $41 087 frente a los $29 189 para las mujeres. La renta per cápita para el condado era de $22 300. Alrededor del 8.20% de la población estaban por debajo del umbral de pobreza.

## Transporte

### Principales carreteras
- Interestatal 29
- U.S. Route 278
- SR 20
- SR 138
- SR 162
- SR 212
- SR 402

## Localidades
- Ellaville

### Áreas no incorporadas
- Conyers
- Ebenezer (área no incorporada)
- Honey Creek (área no incorporada)
- Lakeview Estates (área no incorporada)
- Magnet (área no incorporada)
- Milstead (área no incorporada)
- Pleasant Hill (área no incorporada)
- Princeton (área no incorporada)
- Salem (área no incorporada)
- Smyrna (área no incorporada)
- Union Grove (área no incorporada)
- Zíngara (área no incorporada)
- Oak Hill (área no incorporada)